# Alma y Vida (banda)
Alma y Vida es una banda de jazz y rock argentino formada en 1970 en Buenos Aires, integrada por Alberto Hualde (batería), Bernardo Baraj (saxofón), Carlos Mellino (teclados y voz), Carlos Villalba (bajo), Juan Barrueco (guitarra) y Mario Salvador (trompeta).
Es considerada una de las bandas más importantes del rock argentino y la primera en realizar rock de fusión con jazz (también conocido como jazz fusion). Grabaron cinco álbumes con éxitos como «Hoy te queremos cantar», «Don quijote de barba y gabán», «Del gemido de un gorrión» y «Salven a Sebastián».

## Historia

### Orígenes
Formada por Alberto Hualde (batería), Bernardo Baraj (saxofón), Mario Salvador (trompeta), Juan Barrueco (guitarra), Carlos Villalba (bajo) y Carlos Mellino (teclados y voz), Alma y Vida nació como banda de acompañamiento del célebre cantautor argentino Leonardo Favio.
En 1970 Favio les comunica que va a dejar de cantar por un tiempo y en vez de separarse, optan por armar su propio proyecto comenzando a tocar bajo su propio nombre al estilo de las bandas de jazz rock estadounidenses.
Sus primeras presentaciones públicas se llevaron a cabo en un ciclo del Teatro Ópera de Buenos Aires, compartiendo escenario con Manal, Arco Iris y Vox Dei, los domingos por la mañana.

### Las grabaciones
La repercusión de estas actuaciones los llevan a grabar un sencillo con el sello Mandioca, con las canciones «Niño color cariño» y «He comprendido». La participación de Alma y Vida en el mega festival B.A. Rock, los impulsó a registrar una primera placa en 1971 para la RCA. Poco tiempo antes, Mario Salvador había abandonado al grupo y su reemplazo fue Gustavo Moretto. En su primer álbum de estudio, grabaron los clásicos como «Mujer, gracias por tu llanto» y «Hace tiempo».
En 1972 llega su segundo álbum de estudio y la consagración; canciones como «Hoy te queremos cantar», «Don quijote de barba y gabán» y «Para mí no hay jaula», los llevan a lo más alto de la popularidad, confirmada en 1973 con su tercer álbum titulado Del gemido de un gorrión.
El 1974 es un año de varios cambios, se retiró Gustavo Moretto del grupo para armar su propia banda Alas, y ese año graba el que sería su último disco con el grupo, Alma y Vida Vol. 4, y colabora con su último tema, el extenso «Alguien llega, alguien se va». Además, el trabajo incluye los clásicos «Cadenet» y «Salven a Sebastián».
Ya como quinteto, en 1975 graban algunos sencillos y en 1976 se edita el último álbum de estudio de esa época; Alma y Vida Vol. 5. Para ese momento, se suma Osvaldo Lacunza como invitado en el lugar de Moretto pero solo para los shows en vivo, no así en grabaciones.

### Separación y regresos
Cuando concluyeron de grabar su último álbum en 1976, la partida de Carlos Mellino y Bernardo Baraj golpeó duramente al grupo; no obstante, Barrueco, Hualde y Villaba siguieron adelante y en 1977 grabaron un nuevo sencillo con las canciones «Ese viejo amor» y «Libre te sentirás» con José Luis Capone en la voz. Ese mismo año llegan a grabar un álbum de larga duración llamado Forma y fondo que recién se publica en el año 2008, finalmente se separan en 1978. 
Se volvieron a reunir a fines de 1989 para dar algunos conciertos en el teatro Astral. La grabación de dichos conciertos se edita como un álbum en vivo titulado Juntos otra vez en 1990, presentando los mayores éxitos de la banda. Con poco presupuesto y en una edición propia e independiente, graban en 1991 el disco Nuevas sensaciones con ocho temas nuevos, para volver a separarse tiempo después.
La banda regresó nuevamente en 2001 y 2003 para dar varios shows con gran éxito y la reunión definitiva se da en 2007 con la siguiente formación: Carlos Mellino -teclados y voz-; Bernardo Baraj -saxos-; Carlos Villalba -bajo-; Juan Barrueco -guitarras-; Mario Salvador -trompeta- y Marcelo Baraj (hijo de Bernardo) en batería reemplazando a Alberto Hualde quién abandonó la música profesionalmente.
Nuevos cambios en el personal de Alma y Vida se dan en 2010; se retira Marcelo Baraj y entra Juan Cruz Donati en la batería.

## Discografía

### Sencillos
1. 1970 - "Niño color cariño" - "He comprendido"
2. 1971 -  "Se feliz" - "Siempre el ocaso"

### Álbumes
1. 1971 - Alma y vida
2. 1972 - Alma y Vida Vol. 2
3. 1973 - Del gemido de un gorrión
4. 1974 - Alma y Vida Vol. 4
5. 1976 - Alma y Vida Vol. 5
6. 1990 - Juntos otra vez
7. 1991 - Nuevas sensaciones